# Verbandsgemeinde Kusel-Altenglan
Die Verbandsgemeinde Kusel-Altenglan ist eine Gebietskörperschaft im Landkreis Kusel in Rheinland-Pfalz. Sie ist zum 1. Januar 2018 aus dem freiwilligen Zusammenschluss der Verbandsgemeinden Altenglan und Kusel entstanden. Ihr gehören die Stadt Kusel sowie 33 weitere Ortsgemeinden an, der Verwaltungssitz ist in Kusel.
In den 34 angehörenden Gemeinden leben etwa 23.000 Einwohner.

## Verbandsangehörige Gemeinden
| Ortsgemeinde, Stadt       | Fläche (km²) | Einwohner |
| ------------------------- | ------------ | --------- |
| Albessen                  | 4,43         | 148       |
| Altenglan                 | 13,61        | 2.754     |
| Bedesbach                 | 4,42         | 765       |
| Blaubach                  | 3,14         | 418       |
| Bosenbach                 | 8,16         | 745       |
| Dennweiler-Frohnbach      | 6,11         | 281       |
| Ehweiler                  | 3,57         | 176       |
| Elzweiler                 | 2,09         | 116       |
| Erdesbach                 | 3,93         | 593       |
| Etschberg                 | 3,45         | 658       |
| Föckelberg                | 3,97         | 340       |
| Haschbach am Remigiusberg | 4,02         | 677       |
| Herchweiler               | 2,85         | 478       |
| Horschbach                | 7,05         | 237       |
| Konken                    | 7,04         | 825       |
| Körborn                   | 5,86         | 339       |
| Kusel, Stadt              | 14,37        | 5.332     |
| Neunkirchen am Potzberg   | 5,01         | 419       |
| Niederalben               | 8,81         | 327       |
| Niederstaufenbach         | 2,01         | 251       |
| Oberalben                 | 5,62         | 209       |
| Oberstaufenbach           | 2,68         | 249       |
| Pfeffelbach               | 11,28        | 883       |
| Rammelsbach               | 2,64         | 1.475     |
| Rathsweiler               | 4,23         | 144       |
| Reichweiler               | 3,87         | 529       |
| Ruthweiler                | 3,31         | 470       |
| Rutsweiler am Glan        | 1,59         | 291       |
| Schellweiler              | 4,31         | 492       |
| Selchenbach               | 4,80         | 313       |
| Thallichtenberg           | 5,72         | 528       |
| Theisbergstegen           | 5,00         | 675       |
| Ulmet                     | 7,10         | 671       |
| Welchweiler               | 3,48         | 179       |
| VG Kusel-Altenglan        | 179,54       | 22.987    |

(Einwohner am 31. Dezember 2024)

## Geschichte
Am 28. September 2010 wurde das „Erste Gesetz zur Kommunal- und Verwaltungsreform“ erlassen mit dem Ziel, Leistungsfähigkeit, Wettbewerbsfähigkeit und Verwaltungskraft der kommunalen Strukturen zu verbessern. Für Verbandsgemeinden wurde festgelegt, dass diese mindestens 12.000 Einwohner (Hauptwohnung am 30. Juni 2009) umfassen sollen. Mit 10.357 Einwohnern unterschritt die Verbandsgemeinde Altenglan die vorgesehene Mindesteinwohnerzahl, die Verbandsgemeinde Kusel hatte am Stichtag 13.658 Einwohner.
Am 24. Februar 2016 wurde im Landtag das „Landesgesetz über den Zusammenschluss der Verbandsgemeinden Altenglan und Kusel“ verabschiedet. Das Gesetz sieht vor, dass zum 1. Januar 2018 aus den bisherigen Verbandsgemeinden Altenglan und Kusel eine neue Verbandsgemeinde gebildet wird, die den Namen „Kusel-Altenglan“ führt. Der Sitz ihrer Verwaltung ist die Stadt Kusel.
Das Land gewährte aus Anlass der Bildung der neuen Verbandsgemeinde eine Zuweisung in Höhe von 2.000.000 Euro.

### Einwohnerentwicklung
| Verbandsgemeinde Kusel-Altenglan: Einwohnerzahlen von 2012 bis 2024                                                                | Verbandsgemeinde Kusel-Altenglan: Einwohnerzahlen von 2012 bis 2024 | Verbandsgemeinde Kusel-Altenglan: Einwohnerzahlen von 2012 bis 2024 | Verbandsgemeinde Kusel-Altenglan: Einwohnerzahlen von 2012 bis 2024 | Verbandsgemeinde Kusel-Altenglan: Einwohnerzahlen von 2012 bis 2024 |
| --- | ------------------------------------------------------------------- | ------------------------------------------------------------------- | ------------------------------------------------------------------- | ------------------------------------------------------------------- |
| Jahr |                                                                     |                                                                     |                                                                     | Einwohner                                                           |
| 2012 | 2012                                                                |                                                                     | 23.164                                                              | 23.164                                                              |
| 2015 | 2015                                                                |                                                                     | 22.842                                                              | 22.842                                                              |
| 2020 | 2020                                                                |                                                                     | 23.112                                                              | 23.112                                                              |
| 2024 | 2024                                                                |                                                                     | 22.987                                                              | 22.987                                                              |
| Quelle(n): statistik.rlp.de Anmerkung(en): Die Entwicklung der Einwohnerzahl, bezogen auf das heutige Gebiet der Verbandsgemeinde. |                                                                     |                                                                     |                                                                     |                                                                     |

## Politik

### Verbandsgemeinderat
Der Verbandsgemeinderat Kusel-Altenglan besteht aus 36 ehrenamtlichen Ratsmitgliedern, die bei der Kommunalwahl am 9. Juni 2024 in einer personalisierten Verhältniswahl gewählt wurden, und dem hauptamtlichen Bürgermeister als Vorsitzendem.
Die Sitzverteilung im Verbandsgemeinderat:
| Wahl   | SPD | CDU | Grüne | AfD | FDP | FWG a | WGD b | Gesamt   |
| ------ | --- | --- | ----- | --- | --- | ----- | ----- | -------- |
| 2024   | 7   | 6   | 2     | 6   | 1   | 4     | 10    | 36 Sitze |
| 2017 c | 13  | 12  | 2     | 3   | –   | 6     | –     | 36 Sitze |

### Bürgermeister
Zum Bürgermeister der neuen Verbandsgemeinde wurde in der Wahl am 11. Juni 2017 Stefan Spitzer (CDU) mit 66,60 % der Stimmen gewählt.